# Boxe aux Jeux olympiques d'été de 2020
Navigation
Rio de Janeiro 2016 Paris 2024
Les épreuves de boxe anglaise lors des Jeux olympiques d'été de 2020 se tiennent à Tokyo, au Japon. Initialement prévu du 25 juillet au 9 août 2020, les épreuves subissent le report des Jeux en 2021 en raison de la pandémie de Covid-19 et sont reprogrammées du 24 juillet au 8 août 2021. Les épreuves  se déroulent au sein de la halle des sports Ryōgoku Kokugikan. Treize finales figurent au programme de cette compétition (8 masculines et 5 féminines), soit le même nombre que lors de la précédente édition des Jeux à Rio de Janeiro. Toutefois dans une volonté d'instaurer la parité homme-femme au sein du programme olympique, l'Association internationale de boxe amateur a remplacé deux catégories masculines (mi-mouches et super-légers) par deux nouvelles catégories féminines (plumes et welters).

## Format de compétition
Comme la précédente édition, le format est un tournoi à élimination directe avec des combats à un contre un sur un ring en trois rounds de trois minutes
Seules sont autorisés l'attaque à l'avant et aux côtés du visage et du buste de l'adversaire, avec des poings munis de gants.

## Critères de qualification
En excluant l'AIBA, le CIO ne peut s'appuyer sur les différents championnats du monde de boxe amateur. Une commission exécutive a été créée et organise elle-seule les événements de qualification pour la boxe avec son propre système de qualification. L'application des règlements et des critères de qualification est de la responsabilité du groupe de travail de boxe, des fédérations nationales respectives du sport et des CNO dans les domaines de leurs responsabilités respectives.
Chaque nation ne peut qualifier qu'une seule personne dans chaque catégorie.
Un total de quatre épreuves continentales de qualification olympique sont organisées:
- Tournoi africain de qualification olympique du 20 au 29 février 2020 à Dakar (Sénégal)
  - pour les hommes : 2 places attribuées pour les catégories Lourds et super-Lourds, 3 places dans les autres catégories
  - pour les femmes : 2 places attribuées pour les toutes les catégories sauf pour la catégorie Mouche avec 4 places
- Tournoi américain de qualification olympique du 26 mars au 3 avril 2020, reporté du 10 au 16 mai 2021 à Buenos Aires (Argentine)
  - pour les hommes : 3 places attribuées pour les catégories Lourds et super-Lourds, 4 places pour les catégories de welter à mi-lourds, 5 places dans les autres catégories
  - pour les femmes : 3 places attribuées pour les toutes les catégories sauf pour la catégorie Mouche avec 4 places
  - ce tournoi est finalement annulé en avril 2021 en raison des restrictions de déplacement imposées par le contexte sanitaire de la pandémie de Covid-19[3]
- Tournoi asiatique-océanien de qualification olympique du 3 au 14 février 2020 à Wuhan (Chine) puis reporté du 3 au 11 mars 2020 à Amman (Jordanie)
  - pour les hommes : 4 places attribuées pour les catégories Lourds et super-Lourds, 5 places pour les catégories de welter à mi-lourds, 6 places dans les autres catégories
  - pour les femmes : 4 places attribuées pour les toutes les catégories sauf pour la catégorie Mouche avec 6 places
- Tournoi européen de qualification olympique du 14 au 24 mars 2020 à Londres (Royaume-Uni), suspendu le 16 mars au soir et ayant repris du 4 au 8 juin 2021 à Paris (France)
  - pour les hommes : 4 places attribuées pour les catégories Lourds et super-Lourds, 6 places pour les catégories de welter à mi-lourds, 8 places dans les autres catégories
  - pour les femmes : 6 places attribuées pour les toutes les catégories sauf pour la catégorie Welter avec 5 places et pour la catégorie Moyen avec 4 places

Le Japon, en tant que pays hôte, bénéficie alors d'un quota supplémentaire dans chaque catégorie sauf Lourds, super-Lourds et Moyens féminins. 
Ensuite, un tournoi mondial est organisé du 13 au 24 mai 2020 à Paris ouvert uniquement aux comités nationaux qui n'ont pas encore qualifié un athlète via les épreuves continentales de qualification olympique dans la catégorie de poids spécifique. Entre 31 et 35 places sont attribuées pour les hommes et entre 19 et 21 places en catégorie féminine.
Ce tournoi est finalement annulé, le 16 février 2021, par les autorités françaises, en raison des restrictions de déplacement imposées par le contexte sanitaire de la pandémie de Covid-19.
Enfin, une commission se réserve le droit d'inviter 5 boxeurs et 3 boxeuses dans les catégories les plus légères.

## Calendrier
- Tours préliminaires
- Quart de finale
- Demi-finale
- Finale

| Épreuve↓/Date →             | Sam. 24 | Dim. 25 | Lun. 26 | Mar. 27 | Mer. 28 | Jeu. 29 | Ven. 30 | Sam. 31 | Dim. 1 | Lun. 2 | Mar. 3 | Mer. 4 | Jeu. 5 | Ven. 6 | Sam. 7 | Dim. 8 |
| --------------------------- | ------- | ------- | ------- | ------- | ------- | ------- | ------- | ------- | ------ | ------ | ------ | ------ | ------ | ------ | ------ | ------ |
| Hommes                      |         |         |         |         |         |         |         |         |        |        |        |        |        |        |        |        |
| Poids mouches (-52 kg)      |         |         | 16e     |         |         |         |         | 8e      |        |        | ¼      |        | ½      |        | F      |        |
| Poids plumes (-57 kg)       | 16e     |         |         |         | 8e      |         |         |         | ¼      |        | ½      |        | F      |        |        |        |
| Poids légers (-63 kg)       |         | 16e     |         |         |         |         |         | 8e      |        |        | ¼      |        |        | ½      |        | F      |
| Poids welters (-69 kg)      | 16e     |         |         | 8e      |         |         | ¼       |         | ½      |        | F      |        |        |        |        |        |
| Poids moyens (-75 kg)       |         |         | 16e     |         |         | 8e      |         |         | ¼      |        |        |        | ½      |        | F      |        |
| Poids mi-lourds (-81 kg)    |         | 16e     |         |         | 8e      |         | ¼       |         | ½      |        |        | F      |        |        |        |        |
| Poids lourds (-91 kg)       | 16e     |         |         | 8e      |         |         | ¼       |         |        |        | ½      |        |        | F      |        |        |
| Poids super-lourds (+91 kg) | 16e     |         |         |         |         | 8e      |         |         | ¼      |        |        | ½      |        |        |        | F      |
| Femmes                      |         |         |         |         |         |         |         |         |        |        |        |        |        |        |        |        |
| Poids mouches (-51 kg)      |         | 16e     |         |         |         | 8e      |         |         | ¼      |        |        | ½      |        |        | F      |        |
| Poids plumes (-57 kg)       | 16e     |         | 8e      |         | ¼       |         |         | ½       |        |        | F      |        |        |        |        |        |
| Poids légers (-60 kg)       |         |         |         | 16e     |         |         | 8e      |         |        |        | ¼      |        | ½      |        |        | F      |
| Poids welters (-69 kg)      | 16e     |         |         | 8e      |         |         |         | ¼       |        |        |        | ½      |        |        | F      |        |
| Poids moyens (-75 kg)       |         |         |         |         | 8e      |         |         | ¼       |        |        |        |        |        | ½      |        | F      |

## Évènement marquant
En quart de finale, le Français Mourad Aliev est éliminé par le Britannique Frazer Clarke à la suite d'une disqualification controversée par l'arbitre pour des chocs de tête. Le corps arbitral reconnait avoir fait une erreur,, mais ne peut revenir sur sa décision. Jugeant la décision comme « un vol », le boxeur décide de rester sur le ring 45 minutes après la fin du combat en signe de protestation. Mourad Aliev reçoit le soutien de Brigitte Henriques, présidente du Comité national olympique et sportif français, et de son prédécesseur Denis Masseglia.
Cet évènement rappelle des précédents aux Jeux olympiques de 2012 : une élimination litigieuse d'Alexis Vastine contre Taras Shelestyuk en quart de finale, ,, et une défaite (rectifiée par la suite) du Japonais Satoshi Shimizu contre l'Azerbaïdjanais Magomed Abdulhamidov en 8e de finale, qu'il avait pourtant largement dominé,.

## Résultats
| Catégories                  | Or                     | Argent                 | Bronze                             |
| --------------------------- | ---------------------- | ---------------------- | ---------------------------------- |
| Poids mouches (-52 kg)      | Galal Yafai            | Carlo Paalam           | Ryomei Tanaka Saken Bibossinov     |
| Poids plumes (-57 kg)       | Albert Batyrgaziev     | Duke Ragan             | Samuel Takyi Lázaro Álvarez        |
| Poids légers (-63 kg)       | Andy Cruz Gómez        | Keyshawn Davis         | Harry Garside Hovhannes Bachkov    |
| Poids welters (-69 kg)      | Roniel Iglesias        | Pat McCormack          | Aidan Walsh Andrey Zamkovoy        |
| Poids moyens (-75 kg)       | Hebert Conceição       | Oleksandr Khyzhniak    | Eumir Marcial Gleb Bakshi          |
| Poids mi-lourds (-81 kg)    | Arlen López            | Benjamin Whittaker     | Imam Khataev Loren Alfonso         |
| Poids lourds (-91 kg)       | Julio César de la Cruz | Muslim Gadzhimagomedov | David Nyika Abner Teixeira         |
| Poids super-lourds (+91 kg) | Bakhodir Jalolov       | Richard Torrez         | Frazer Clarke Kamshybek Kunkabayev |

| Catégories             | Or                | Argent           | Bronze                                |
| ---------------------- | ----------------- | ---------------- | ------------------------------------- |
| Poids mouches (-51 kg) | Stoyka Krasteva   | Buse Çakıroğlu   | Tsukimi Namiki Huang Hsiao-wen        |
| Poids plumes (-57 kg)  | Sena Irie         | Nesthy Petecio   | Irma Testa Karriss Artingstall        |
| Poids légers (-60 kg)  | Kellie Harrington | Beatriz Ferreira | Sudaporn Seesondee Mira Potkonen      |
| Poids welters (-69 kg) | Busenaz Sürmeneli | Gu Hong          | Oshae Jones Lovlina Borgohain         |
| Poids moyens (-75 kg)  | Lauren Price      | Li Qian          | Zenfira Magomedalieva Nouchka Fontijn |

## Médailles

### Tableau des médailles
| Rang  | Nation           | Or | Argent | Bronze | Total |
| ----- | ---------------- | -- | ------ | ------ | ----- |
| 1     | Cuba             | 4  | 0      | 1      | 5     |
| 2     | Grande-Bretagne  | 2  | 2      | 2      | 6     |
| 3     | ROC              | 1  | 1      | 4      | 6     |
| 4     | Brésil           | 1  | 1      | 1      | 3     |
| 5     | Turquie          | 1  | 1      | 0      | 2     |
| 6     | Japon            | 1  | 0      | 2      | 3     |
| 7     | Irlande          | 1  | 0      | 1      | 2     |
| 8     | Bulgarie         | 1  | 0      | 0      | 1     |
| 8     | Ouzbékistan      | 1  | 0      | 0      | 1     |
| 10    | États-Unis       | 0  | 3      | 1      | 4     |
| 11    | Philippines      | 0  | 2      | 1      | 3     |
| 12    | Chine            | 0  | 2      | 0      | 2     |
| 13    | Ukraine          | 0  | 1      | 0      | 1     |
| 14    | Kazakhstan       | 0  | 0      | 2      | 2     |
| 15    | Arménie          | 0  | 0      | 1      | 1     |
| 15    | Australie        | 0  | 0      | 1      | 1     |
| 15    | Azerbaïdjan      | 0  | 0      | 1      | 1     |
| 15    | Finlande         | 0  | 0      | 1      | 1     |
| 15    | Ghana            | 0  | 0      | 1      | 1     |
| 15    | Inde             | 0  | 0      | 1      | 1     |
| 15    | Italie           | 0  | 0      | 1      | 1     |
| 15    | Nouvelle-Zélande | 0  | 0      | 1      | 1     |
| 15    | Pays-Bas         | 0  | 0      | 1      | 1     |
| 15    | Taipei chinois   | 0  | 0      | 1      | 1     |
| 15    | Thaïlande        | 0  | 0      | 1      | 1     |
| Total | Total            | 13 | 13     | 26     | 52    |